# Paul de Kuresoo

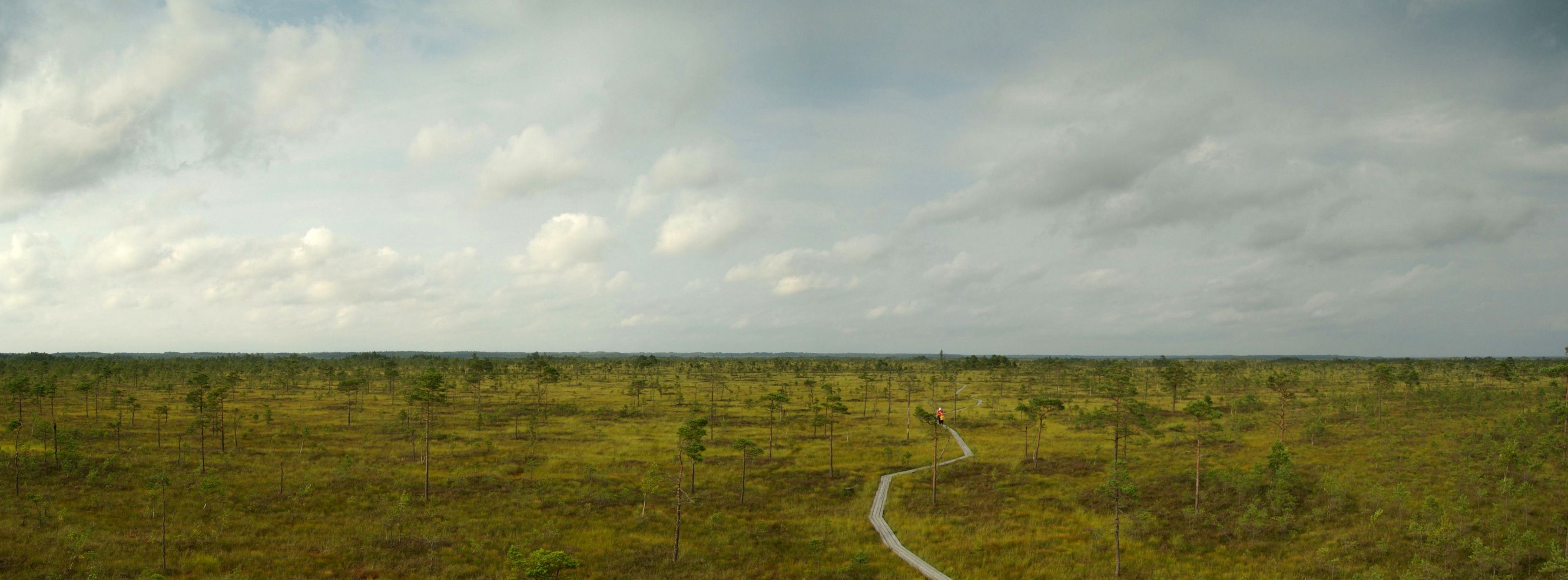
Paul de Kuresoo

O Paul de Kuresoo é um paul no condado de Viljandi, na Estónia. O paul está localizado no Parque Nacional de Soomaa. Este paul é um dos maiores da Estónia.
A área do paul é de cerca de 10.843 hectares.